# Mestres Brasil
Pour les articles homonymes, voir Mestres.
Mestres Brasil est une marque de vêtements et d'instruments de capoeira issues du commerce équitable.

## Confection par la coopérative Clube de Mães do Brasil
Tous les vêtements de la marque sont réalisés par la coopérative Clube de Mães do Brasil. Fondée en 1993 par Maria Eulina Hilsembeck, le Clube de Mães do Brasil vise à aider et transformer des vies à travers ses deux principaux projets. Basé à São Paulo, le Clube possède un atelier de couture à la couture formant des personnes en grandes difficultés sociales, des anciens détenus et des chômeurs. Ce projet est le projet Mãos que Fazem. ("les mains qui font")
L'autre grand projet auquel participe Mestres s'appelle Brasileirinhos Cidadãos ("petits brésiliens citoyens"), qui donne la possibilité à 104 enfants d'avoir accès quotidiennement à une éducation et à une alimentation saine.
Le Clube de Mães avec des ONG partenaires offre à plus de mille personnes sans ressource un repas collectif tous les premiers dimanches du mois. À cette occasion, un appui psychologique, un acheminement vers un centre destiné aux personnes dépendantes aux drogues, des tests de diabète et d'autres services sont dispensés.

### Maria Eulina Hilsembeck
Maria Eulina Reis Hilsembeck, est née au cœur du Maranhão (nordeste brésilien), où elle devint professeur à 21 ans. En juin 1973, son esprit d'entrepreneur et de rebelle l'amena à São Paulo. Mais comme beaucoup de familles immigrantes nordestines, elle finit par devenir une sans abri, se nourrissant dans les poubelles et dormant dans des cartons sur les places publiques.
Sa vie changea en 1975. Secourant une femme qui venait d'avoir un accident de voiture, elle fut invitée à travailler dans la maison de cette personne. Grâce à son travail elle fut récompensée par un nouvel emploi de réceptionniste à l'usine de produits laitiers "Vigor". Durant une mini-convention, elle rencontra Alexandre Hilsenbeck, d'origine allemande, un des directeurs de l'entreprise. Après quelques rendez vous, ils tombèrent amoureux et se marièrent.
N'oubliant pas ses racines, Maria Eulina fonda le Clube de Mães avec les personnes qu'elle avait rencontrées dans la rue. 